# Imigluceraza
Imigluceraza je lek koji se koristi za tretiranje Gaučeve bolest. Imigluceraza je ljudska beta-glukocerebrozidaza ili beta-D-glukozil-N-acilsfingozin glukohidrolaza (EC 3.2.1.45). Ona je 497 aminokiselina dug protein sa N-vezanim ugljenim hidratima. Algluceraza se priprema modifikovanjem oligosaharidnih lanaca ljudske beta-glukocerebrozidaze. Time se menjaju šećerni ostaci na neredukujućim krajevima oligosaharidnih lanaca glikoproteina tako da postaju predominantno završeni manoznim ostacima.

## Literatura
- Hardman JG, Limbird LE, Gilman AG (2001). Goodman & Gilman's The Pharmacological Basis of Therapeutics (10. изд.). New York: McGraw-Hill. ISBN 0071354697. doi:10.1036/0071422803.
- Thomas L. Lemke; David A. Williams, ур. (2007). Foye's Principles of Medicinal Chemistry (6. изд.). Baltimore: Lippincott Willams & Wilkins. ISBN 0781768799.

## Spoljašnje veze
|  | Molimo Vas, obratite pažnju na važno upozorenje u vezi sa temama iz oblasti medicine (zdravlja). |